# Enes irritans
Enes irritans är en skalbaggsart som beskrevs av Francis Polkinghorne Pascoe 1864. Enes irritans ingår i släktet Enes och familjen långhorningar. Inga underarter finns listade i Catalogue of Life.